# Taejong di Joseon
Taejong (이방원?, 李芳遠?; Hamhŭng, 13 giugno 1367 – Seul, 30 maggio 1422) è stato il terzo re di Joseon, sul quale regnò dal 1400 al 1418, e il padre di Sejong il Grande.

## Biografia

### Fondazione di Joseon
Nato come Yi Bang-won nel 1367, quinto figlio del re Taejo e della regina Sin-ui, nel 1382 divenne funzionario nella dinastia Goryeo. Nei suoi primi anni, aiutò il padre ad estendere il suo sostegno presso i cittadini e le influenti figure del governo, aiutandolo a fondare una nuova dinastia. Per farlo, arrivò ad assassinare anche potenti funzionari come Jeong Mong-ju, rimasto fedele alla dinastia Goryeo. Durante il regno di re Taejo, Yi Bang-won fu chiamato principe Jeongan e fu istruito da studiosi confuciani quali Won Cheon-seok.

### Lotte tra principi
Nel 1392, aiutò suo padre a rovesciare Goryeo per stabilire una nuova dinastia, Joseon. Essendo stato colui che aveva contribuito maggiormente alla fondazione di Joseon, si aspettò di essere nominato successore, ma Taejo e il primo ministro Jeong Do-jeon favorirono l'ottavo figlio di Taejo e fratellastro di Yi Bang-won (secondo figlio della regina Sindeok), Yi Bangseok, come principe ereditario. Jeong Do-jeon, infatti, vedeva Joseon come un regno guidato dai suoi ministri attraverso la nomina del re. Al contrario, Yi Bang-won cercava un governo diretto da una monarchia assoluta. Queste differenze contribuirono a creare un ambiente di profonda tensione politica. Dopo la morte improvvisa della regina Sindeok nel 1398, Yi Bang-won guidò un colpo di stato mentre il re Taejo era in lutto per la sua seconda moglie. Questo evento portò alla morte di Jeong Do-jeon e dei suoi sostenitori, nonché dei due figli della defunta regina Sindeok, compreso il principe ereditario. Questo incidente divenne noto come la Prima Lotta dei Principi.
Sconvolto dal fatto che i suoi figli fossero disposti ad uccidersi a vicenda per la corona e psicologicamente esausto per la morte della moglie, il re Taejo abdicò e incoronò il suo secondo figlio, Yi Bang-gwa o re Jeongjong, come nuovo sovrano. Uno dei primi atti di re Jeongjong come monarca fu riportare la capitale a Kaesong, dove si ritiene che si sentisse più a suo agio, lontano dalla lotta per il potere. Tuttavia, Yi Bang-won mantenne il potere reale e fu presto in conflitto con il fratello maggiore Yi Banggan, che anelava anch'egli al potere. Nel 1400, le tensioni tra la fazione di Yi Bang-won e il campo di Yi Banggan si intensificarono in un conflitto a tutto campo che divenne noto come la Seconda Lotta dei Principi. All'indomani dei combattimenti, lo sconfitto Yi Banggan fu esiliato a Dosan mentre i suoi sostenitori furono giustiziati. Intimidito, il re Jeongjong investì immediatamente Yi Bangwon come suo presunto erede e abdicò. Nello stesso anno, Yi Bang-won salì al trono di Joseon come re Taejong, il terzo re di Joseon.

### Consolidamento del potere reale
All'inizio del regno di Taejong, suo padre Taejo si rifiutò di rinunciare al sigillo reale (simbolo della legittimità del governo di qualsiasi re). Taejong, allora, cominciò ad avviare politiche che credeva avrebbero dimostrato la sua qualifica di sovrano. Uno dei suoi primi atti fu quello di abolire il privilegio goduto dalle alte sfere del governo e dall'aristocrazia di mantenere eserciti privati. La revoca interruppe la capacità di organizzare rivolte su larga scala e aumentò drasticamente il numero di uomini impiegati nell'esercito nazionale. L'atto successivo di Taejong fu quello di rivedere la legislazione esistente riguardante la tassazione della proprietà terriera e la registrazione dello stato dei sudditi. Vennero scoperti terreni precedentemente nascosti e in questo modo il reddito nazionale aumentò di due volte.

### Caratteri mobili
Taejong è, tra l'altro, ricordato per aver ordinato la realizzazione di 100.000 pezzi di caratteri mobili in metallo, precedendo in tal modo Johannes Gutenberg e Laurens Janszoon di diversi decenni.

### Monarchia assoluta
Taejong creò un forte governo centrale, dando vita ad una monarchia assoluta. Nel 1399, Taejong riuscì ad eliminare l'Assemblea Dopyeong, un consiglio della vecchia amministrazione governativa che deteneva il monopolio del potere di corte durante gli anni calanti della dinastia Goryeo. Al suo posto, ideò il Consiglio di Stato di Joseon (의정부), un nuovo ramo dell'amministrazione centrale che ruotava intorno al re e ai suoi editti. Emise poi un decreto in cui affermò che tutte le decisioni approvate dal Consiglio di Stato potevano entrare in vigore solo dopo l'approvazione del sovrano. Ciò mise fine all'usanza dei ministri e dei consiglieri di corte di prendere decisioni attraverso dibattiti e negoziazioni tra loro. Poco dopo, Taejong installò un ufficio, noto come Ufficio Sinmun, per ascoltare i sudditi che ritenevano di essere stati sfruttati o maltrattati da funzionari governativi o aristocratici.
Nonostante i vari cambiamenti, Taejong mantenne intatte le riforme di Jeong Do-jeon. Promosse il confucianesimo, declassando in tal modo il buddismo. Chiuse quindi molti templi che erano stati fondati dai re di Goryeo e sequestrò i loro grandi possedimenti, aggiungendoli alla tesoreria nazionale. Nel frattempo onorò Jeong Mong-ju con il titolo postumo di Consigliere Capo dello Stato (equivalente di Primo Ministro), anche se era stato lui stesso ad averlo assassinato.
In politica estera, attaccò gli Jurchen sul confine settentrionale e i pirati giapponesi sulla costa meridionale. Durante il suo regno avvenne anche l'invasione di Ōei dell'isola di Tsushima nel 1419. Promosse pubblicazioni, commercio, istruzione e fondò l'Uigeumbu, la guardia reale e polizia segreta. Nel 1418 abdicò e cedette il trono a Sejong, anche se di fatto continuò lui a governare.
Taejong giustiziò o esiliò molti dei suoi sostenitori che lo aiutarono a salire al trono per rafforzare l'autorità reale. Per limitare l'influenza dei suoceri, uccise anche tutti e quattro i fratelli della regina Wongyeong e i suoceri di suo figlio Sejong. Per questo motivo, Taejong rimane una figura controversa, il quale uccise molti dei suoi rivali e dei suoi parenti per ottenere il potere, ma governò efficacemente per migliorare la vita della popolazione, rafforzare la difesa nazionale e gettare solide basi per il governo del suo successore. 
Taejong era inoltre noto per la sua passione per la caccia, considerata sconveniente per un sovrano.

## Famiglia
- Padre: Yi Seong-gye, Re Taejo (27 ottobre 1335 – 18 giugno 1408) (조선 태조)
  - Nonno: Yi Ja-chun, Re Hwanjo (1315 - 1º gennaio 1361) (조선 환조)
  - Nonna: Regina Uihye del bon-gwan Yeongheung Choi (의혜왕후 최씨)
- Madre: Regina Sin-ui del bon-gwan Anbyeon Han (settembre 1337 - 21 ottobre 1391) (신의왕후 한씨)
  - Nonno: Han Gyeong (한경)
  - Nonna: Dama Shin del bon-gwan Saknyeong Shin (삭녕 신씨)
- Consorti e rispettiva prole:

1. Regina Wongyeong del bon-gwan Yeoheung Min (11 luglio 1365 - 10 luglio 1420) (원경왕후 민씨)
  1. Principessa Jeongsun (1385 - 25 agosto 1460) (정순공주)
  2. Principessa Gyeongjeong (1387 - 6 giugno 1455) (경정공주)
  3. Principe Yi Je, Gran Principe Yangnyeong (1394 - 7 settembre 1462) (이제 양녕대군)
  4. Principe Yi Bo, Gran Principe Hyoryeong (6 gennaio 1396 - 12 giugno 1486) (이보 효령대군)
  5. Principe Yi Do, Re Sejong il Grande (15 maggio 1397 - 8 aprile 1450) (이도 충녕대군)
  6. Principessa Jeongseon (1404 - 25 febbraio 1424) (정선공주)
  7. Principe Yi Jong, Gran Principe Seongnyeong (3 agosto 1405 - 11 aprile 1418) (이종 성녕대군)
  8. Principe sconosciuto
  9. Principe sconosciuto
  10. Principe sconosciuto
  11. Principe sconosciuto (1412 - 1412)
2. Consorte Reale Ui del bon-gwan Andong Kwon (의빈 권씨)
  1. Principessa Jeonghye (정혜옹주) (? - 1424)
3. Consorte Reale Myeong del bon-gwan Andong Kim (? - 1479) (명빈 김씨)
4. Consorte Reale Hyo del bon-gwan Cheongpung Kim (? - 1454) (효빈 김씨)
  1. Yi Bi, Principe Gyeongnyeong (13 dicembre 1395 - 9 settembre 1458) (이비 경녕군)
5. Consorte Reale Shin del bon-gwan Yeongwol Shin (? - 1435) (신빈 신씨)
  1. Yi In, Principe Hamnyeong (1402-1467) (이인 함녕군)
  2. Yi Jeong, Principe Onnyeong (1407-1453) (이정 온녕군)
  3. Principessa Jeongshin (? - 26 settembre 1457) (정신옹주)
  4. Principessa Jeongjeong (1410-1455) (정정옹주)
  5. Principessa Sukjeong (? - 1456) (숙정옹주)
  6. Principessa Suknyeong (숙녕옹주)
  7. Principessa Soshin (? - 1437)(소신옹주)
  8. Principessa Sosuk (? - 1456) (소숙옹주)
  9. Principessa Sukgyeong (1420-1494) (숙경옹주)
6. Consorte Reale Seon del bon-gwan Sunheung Ahn (? - 1468) (선빈 안씨)
  1. Yi Jeong, Principe Hyeryeong (1407-1440) (이정 혜령군)
  2. Yi Chi, Principe Iknyeong (1422-1464) (이치 익녕군)
  3. Principessa Gyeongshin (경신옹주)
  4. Principessa Sukan (? - 1464) (숙안옹주)
7. Consorte Reale So del bon-gwan Jangyeon No (? - 1479) (소빈 노씨)
  1. Principessa Sukhye (? - 1464) (숙혜옹주)
8. Consorte Reale Jeong del bon-gwan Go (? - 1426) (정빈 고씨)
  1. Yi Nong, Principe Geunnyeong (1411-1462) (이농 근녕군)
9. Consorte Reale Suk-ui del bon-gwan Choi (숙의 최씨)
  1. Principessa sconosciuta (1400-1402)
  2. Yi Ta, Principe Huiryeong (1412 - 7 luglio 1465) (이타 희령군)
10. Principessa Sukgong del bon-gwan Cheongdo Kim (숙공궁주 김씨)
11. Principessa Uijeong del bon-gwan Hanyang Jo (? - 1454) (의정궁주 조씨)
12. Principessa Hyesun del bon-gwan Goseong Lee (? - 1438) (혜순궁주 이씨)
13. Principessa Shinsun del bon-gwan Seongju Yi (1390 - ?) (신순궁주 이씨)
14. Principessa Deoksuk del bon-gwan Lee (덕숙옹주 이씨)
  1. Yi Gan, Principe Huryeong (1419 - 6 ottobre 1450) (이간 후령군)
15. Principessa Hyeseon del bon-gwan Hong (혜선옹주 홍씨)
16. Principessa Sunhye del bon-gwan Andong Jang (? - 26 luglio 1423) (순혜옹주 장씨)
  1. Principessa Suksun (숙순옹주)
17. Principessa Seogyeong (서경옹주)
18. Dama di Palazzo Kim (후궁 김씨)
  1. Principessa Sukgeun (? - 1450) (숙근옹주)
19. Dama Lee (이씨)

## Rappresentazioni nei media
Taejong di Joseon, al cinema e in televisione, è stato interpretato dai seguenti attori:
- Im Hyuk-joo in Gaeguk (1983)
- Lee Jung-gil in Chudonggung Mama (1983)
- Yoo Dong-geun in Yong-ui nunmul (1996–1998)
- Kim Yeong-cheol in Daewang Sejong (2008) e in Jang Yeong-sil (2016)
- Baek Yoon-sik in Ppuri Gipeun Namu (2011)
- Choi Tae-joon in Daepungsu (2012–2013)
- Park Yeong-gyu in Naneun wang-iroso-ida (2012)
- Ahn Jae-mo in Jeong Do-jeon (2014)
- Ahn Nae-sang in Hanyeodeul (2015)
- Jang Hyuk in Sunsu-ui sidae (2015) e in Naui Nara (2019)
- Yoo Ah-in e Nam Da-reum in Yungnyong-i nareusya (2015-2016)
- Kam Woo-sung in Joseon gumasa (2021)
- Joo Sang-wook in Taejong Yi Bang-won (2021-2022)